# Pachycereus tepamo
Pachycereus tepamo är en kaktusväxtart som beskrevs av Gama och S. Arias. Pachycereus tepamo ingår i släktet Pachycereus och familjen kaktusväxter. Inga underarter finns listade i Catalogue of Life.